# Alagoasa areata
Alagoasa areata es una especie de escarabajo del género Alagoasa, tribu Alticini, familia Chrysomelidae. Fue descrita científicamente por Germar en 1824.
Se distribuye por Brasil, en Río de Janeiro y Estado de Paraná. La especie posee élitros testáceos con márgenes negros.